# 위크엔드 간사이
위크엔드 간사이(ウイークエンド関西)은 NHK 오사카 방송국에서 제작되어 방영되고 있는 주말 지역 정보 프로그램이다.

## 방송 소개
1992년 4월 11일 첫방송을 시작한 위크엔드 간사이(ウイークエンド関西)은 매주 토요일 아침 7시 30분부터 8시까지 30분간 오사카부를 비롯한 간사이 지방(2부(오사카부, 교토부), 4현(효고현, 시가현, 나라현, 와카야마현)의 정보 소식을 전달하는 프로그램으로 NHK 종합 텔레비전에서 방영되고 있고 제작은 NHK 오사카 방송국에서 하고 있다.

## 방송 시간
- 매주 토요일 오전 7시 30분 ~ 8시(30분)